# Pakość
Pakość este un oraș în Polonia.